# Koło pasowe
Koło pasowe – element przekładni pasowej, na który zakłada się pas napędowy.
Kształt powierzchni kół pasowych ze względu na rodzaj współpracującego pasa:
- gładkie (pod pas płaski)
- z rowkiem (pod pas klinowy)
- z rowkami w poprzek obwodu (pod pas zębaty)

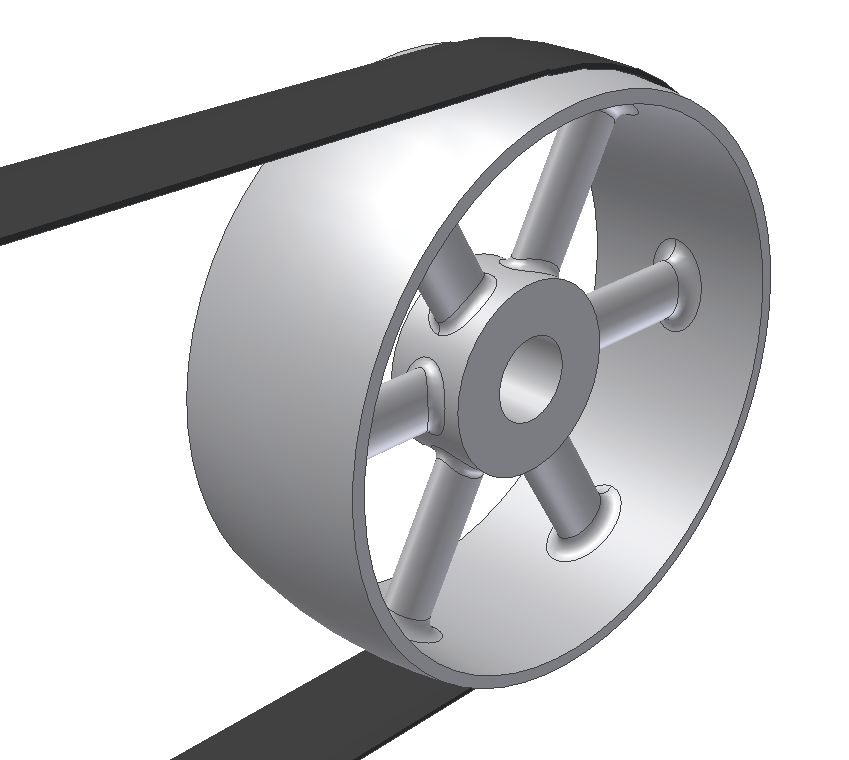
koło pasowe współpracujące z pasem płaskim
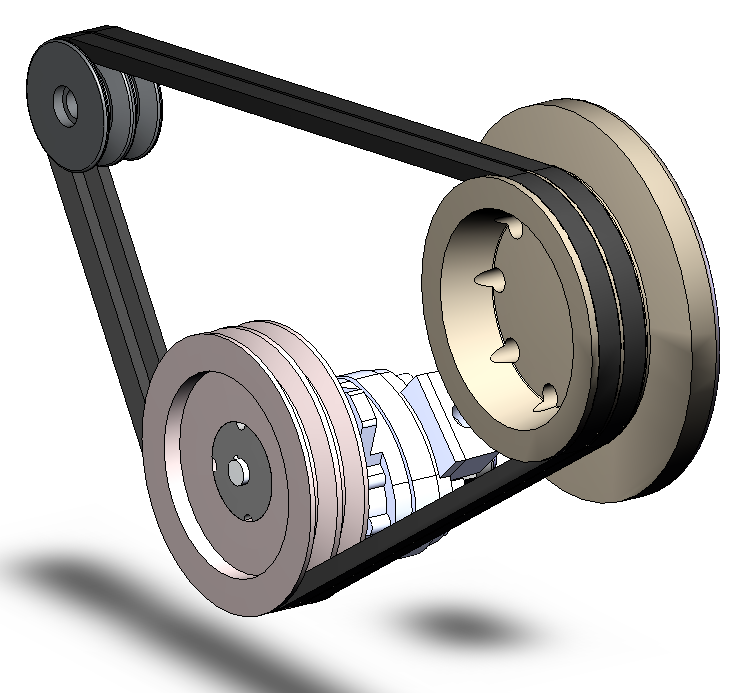
koło pasowe współpracujące z pasem klinowym
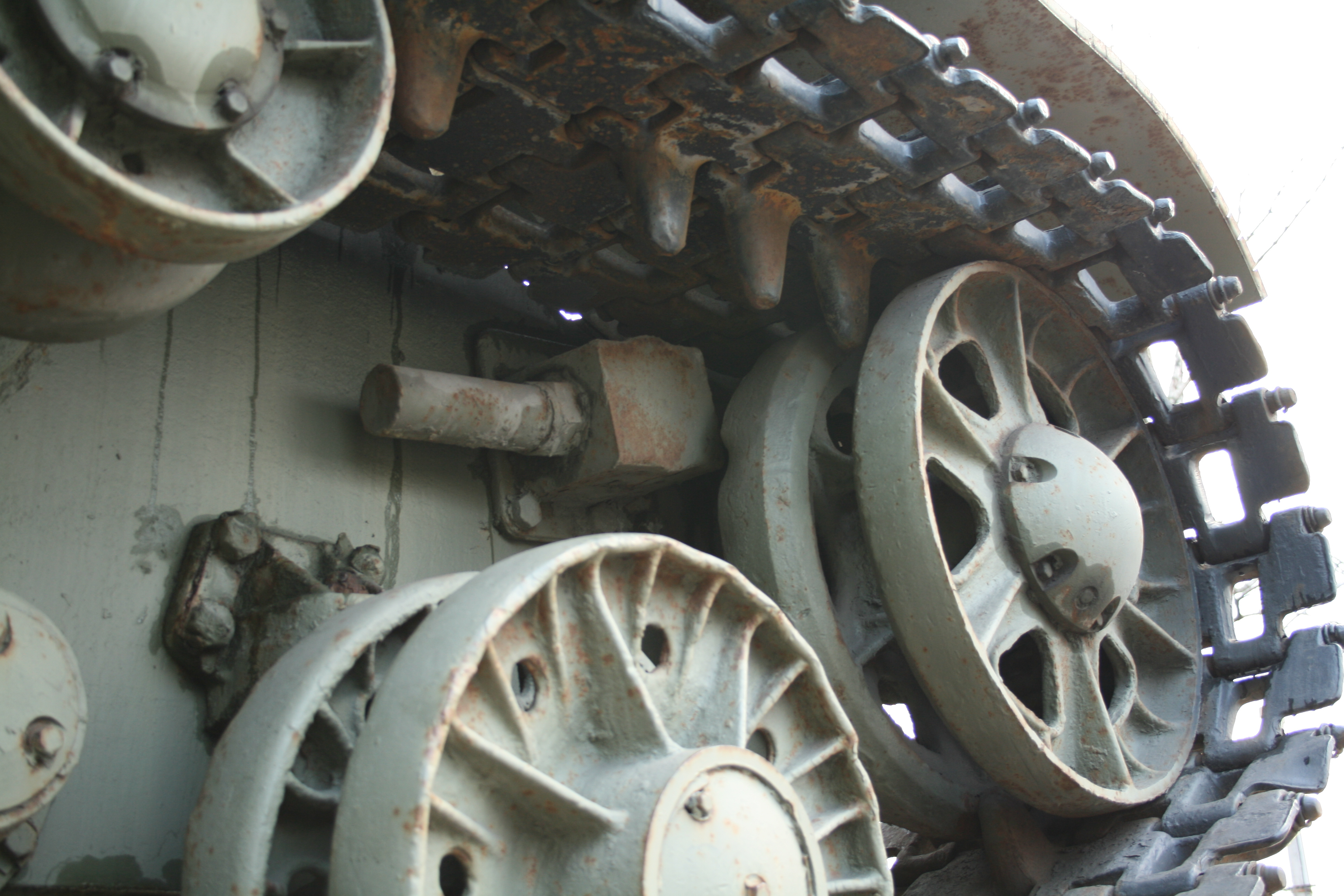
koło pasowe współpracujące z gąsienicą
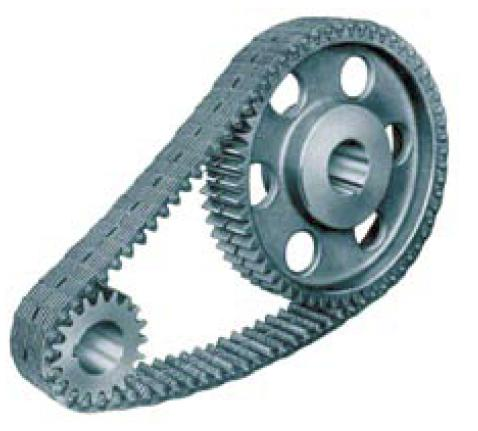
koło pasowe współpracujące z pasem zębatym